# فرضیه هوش ماکیاولی

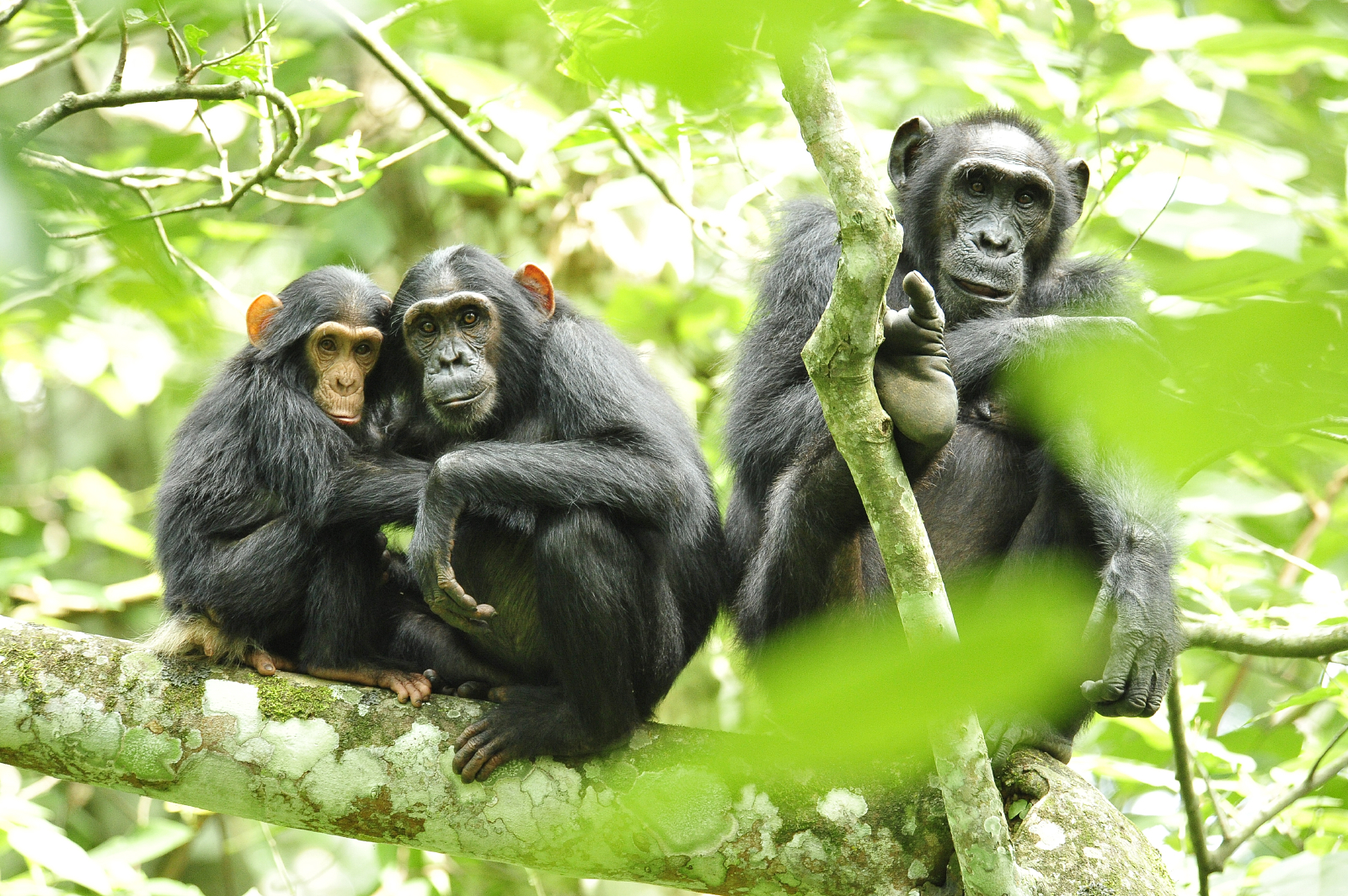
گروهی شامپانزه

فرضیه هوش ماکیاولی (انگلیسی: Machiavellian intelligence hypothesis) که به فرضیه مغز اجتماعی نیز شناخته می‌شود، فرضیه ظرفیت نخستی‌ها را برای مانور در پیچیده گروه اجتماعی توصیف می‌کند. اولین معرفی این مفهوم از کتاب فرانس د وال «سیاست شامپانزه» (۱۹۸۲) انجام شد. در کتاب دووال اشاره می‌کند که شامپانزه‌ها رفتارهای مانور اجتماعی خاصی را انجام می‌دهند که او آن‌ها را «ماکیاولیستی» می‌دانست.
این فرضیه بیان می‌کند که مغزهای بزرگ و توانایی‌های شناختی متمایز نخستی‌ها از طریق رقابت اجتماعی شدید تکامل یافته‌اند که در آن رقبای اجتماعی استراتژی‌های پیچیده‌تری را به‌عنوان وسیله‌ای برای دستیابی به اجتماعی بالاتر و موفقیت تولیدمثلی توسعه می‌دهند.

### ریشۀ اصطلاح
اصطلاح «هوش ماکیاولی» از نخستی‌شناس فرانتس دو وال نشأت می‌گیرد، که خاطرنشان کرد رفتار نخستی‌ها به قدری دقیق است که شاید بتوان آن را با رفتار سیاسی امروز مقایسه کرد. نخستی‌شناسان نیکولاس هامفری، اندرو وایتن و ریچارد برن در توسعه این نظریه نقش اساسی داشتند. آنها مشاهده کردند که نخستی‌ها، به ویژه میمون‌های بزرگ، رفتارهای اجتماعی پیچیده‌ای مانند تشکیل اتحاد، فریب و آشتی از خود نشان می‌دهند. به نظر می‌رسید که این رفتارها به توانایی‌های شناختی فراتر از آنچه برای کارهای اساسی بقا مانند جست‌وجوی غذا یا اجتناب از شکارچیان ضروری است، نیاز دارند.